# Elecciones generales de Lesoto de 2015
Las elecciones generales de Lesoto tuvieron lugar el 28 de febrero de 2015, para elegir 120 escaños de la Asamblea Nacional, más de dos años antes de lo previsto debido a la crisis política presente en el país desde 2014. Después de la mediación de la Comunidad de Desarrollo de África Austral (SADC), el Rey Letsie III con asesoramiento del primer ministro Tom Thabane, disolvió el Octavo Parlamento y convocó a una elección anticipada.
Más de 1,2 millones de votantes se habían registrado por la Comisión Electoral Independiente. Los militares debían mantenerse en sus cuarteles durante la elección. La participación electoral no superó el 48%. El Congreso Democrático, liderado por Pakalitha Mosisili, formó un gobierno de coalición debido a que ningún partido obtuvo mayoría absoluta.

## Antecedentes
En las anteriores elecciones, en 2012, el Congreso Democrático (DC) del primer ministro Pakalitha Mosisili, que gobernaba desde hacía catorce años, no pudo alcanzar la mayoría absoluta necesaria para gobernar, por lo que se vio desbancado del poder por una coalición liderada por la Convención de Todos los Basotos, (ABC) de Tom Thabane, seguida por el Congreso por la Democracia de Lesoto, de Mothetjoa Metsing, a la que también se sumaron los minoritarios Partido Nacional Basoto (BNP) y el Frente Popular para la Democracia (PFD). Thabane, líder del partido más grande de la coalición, obtuvo el puesto de primer ministro, y Metsing el de vice primer ministro.
El 19 de junio de 2014, Thabane suspendió el parlamento, en respuesta al cambio de liderazgo de las Fuerzas Armadas, cuando el Teniente General Kennedy Tlali Kamoli fue suplantado por el general Maaparankoe MaHao, afirmando que temía que se tomaran "acciones extra-constitucionales" contra su mandato. El 30 de agosto, un supuesto intento de golpe de Estado forzó a Thabane a huir del país a Sudáfrica. Metsing asumió interinamente la jefatura de gobierno, aunque Thabane continuó siendo primer ministro legalmente. Thabane pudo regresar al país ayudado por fuerzas de seguridad de Sudáfrica y Namibia. Bajo los auspicios de la SADC, la mediación dirigida por el vicepresidente sudafricano Cyril Ramaphosa dio lugar a una petición de elecciones anticipadas. Las elecciones nacionales se organizaron para el 28 de febrero. Mientras que la policía nacional se mantuvo del lado de Thabane, el ejército apoyó en su lugar a Metsing. Thabane decidió que buscaría mantener su mandato en las elecciones.

## Resultados
Misiones de observación electoral fueron enviadas por la Unión Africana, la Mancomunidad de Naciones y la SADC; y fueron dirigidas por elex primer ministro de Kenia, Raila Odinga, el expresidente de Botsuana, Festus Mogae y la ministra de Relaciones Internacionales de Sudáfrica, Maite Nkoana-Mashabane, respectivamente.
El Secretario General de las Naciones Unidas, Ban Ki-moon, felicitó a los ciudadanos por llevar a cabo una elección pacífica. La Misión de Observadores Electorales de la SADC llegó a la conclusión de que las elecciones fueron "pacíficas, transparentes, creíbles, libres y justas".
El Congreso Democrático mantuvo la mayoría simple (perdiendo uno de los 48 escaños que tenía hasta entonces), pero formó un gobierno de coalición con el Congreso por la Democracia de Lesoto, permitiendo a Pakalitha Mosisili regresar al cargo de primer ministro. Metsing mantuvo entonces su cargo de vice primer ministro, en calidad del líder del segundo partido de la coalición.
| Partido                                | Partido                               | Votos     | %     | Escaños             | Escaños | Escaños | +/–   |
| Partido                                | Partido                               | Votos     | %     | Por circunscripción | PR      | Total   | +/–   |
| -------------------------------------- | ------------------------------------- | --------- | ----- | ------------------- | ------- | ------- | ----- |
|                                        | Congreso Democrático                  | 218,573   | 38.37 | 37                  | 10      | 47      | –1    |
|                                        | Convención de Todos los Basotos       | 215,022   | 37.75 | 40                  | 6       | 46      | +16   |
|                                        | Congreso por la Democracia de Lesoto  | 56,467    | 9.91  | 2                   | 10      | 12      | –14   |
|                                        | Partido Nacional Basoto               | 31,508    | 5.53  | 1                   | 6       | 7       | +2    |
|                                        | Frente Popular para la Democracia     | 9,829     | 1.73  | 0                   | 2       | 2       | –1    |
|                                        | Congreso Reformado de Lesoto          | 6,731     | 1.18  | 0                   | 2       | 2       | Nuevo |
|                                        | Partido Nacional Independiente        | 5,404     | 0.95  | 0                   | 1       | 1       | –1    |
|                                        | Partido de la Libertad Marematlou     | 3,413     | 0.60  | 0                   | 1       | 1       | 0     |
|                                        | Partido del Congreso de Basutolandia  | 2,721     | 0.48  | 0                   | 1       | 1       | 0     |
|                                        | Congreso Popular de Lesoto            | 1,951     | 0.34  | 0                   | 1       | 1       | 0     |
|                                        | Partido Nacional Democrático Basoto   | 1,901     | 0.33  | 0                   | 0       | 0       | –1    |
|                                        | Corporación Toda Democrática          | 1,689     | 0.30  | 0                   | 0       | 0       | 0     |
|                                        | Partido Democrático Basoto Bato       | 1,285     | 0.23  | 0                   | 0       | 0       | –1    |
|                                        | Partido Democrático Hamore            | 1,265     | 0.22  | 0                   | 0       | 0       | Nuevo |
|                                        | Baena                                 | 1,259     | 0.22  | 0                   | 0       | 0       | Nuevo |
|                                        | Lekhotla La Mekhoa le Moetlo          | 1,008     | 0.18  | 0                   | 0       | 0       | 0     |
|                                        | Movimiento de la Libertad Comunitaria | 941       | 0.17  | 0                   | 0       | 0       | Nuevo |
|                                        | Demócratas Progresistas               | 751       | 0.13  | 0                   | 0       | 0       | Nuevo |
|                                        | Congreso Africano Nacional Basoto     | 582       | 0.10  | 0                   | 0       | 0       | Nuevo |
|                                        | Partido de los Trabajadores de Lesoto | 577       | 0.10  | 0                   | 0       | 0       | –1    |
|                                        | Socialdemócratas de Tsebe             | 531       | 0.09  | 0                   | 0       | 0       | Nuevo |
|                                        | Movimiento de la Unidad Africana      | 390       | 0.07  | 0                   | 0       | 0       | 0     |
|                                        | Partido del Caballo Blanco            | 174       | 0.03  | 0                   | 0       | 0       | 0     |
|                                        | Independientes                        | 5,651     | 0.99  | 0                   | –       | 0       | 0     |
| Votos en blanco/anulados               | Votos en blanco/anulados              | 7,754     | –     | –                   | –       | –       | –     |
| Total                                  | Total                                 | 577,377   | 100   | 80                  | 40      | 120     | –     |
| Votantes registrados/participación     | Votantes registrados/participación    | 1,209,192 | 47.75 | –                   | –       | –       | –     |
| Fuente: IEC Lesotho, Election Passport |                                       |           |       |                     |         |         |       |